# Saint-Irénée (Lyon)
Pour les articles homonymes, voir Saint-Irénée (homonymie).
Saint-Irénée est un quartier de Lyon (France) situé dans le 5e arrondissement de Lyon. Il se situe à proximité du quartier de Saint-Just et de la commune de Sainte-Foy-lès-Lyon, sur la colline de Fourvière.
Son centre est la place Saint-Irénée, située à proximité de l'Église Saint-Irénée.

## Monuments

### Époque Romaine
Des vestiges d'aqueducs sont visibles dans le quartier. Il reste à différents endroits des vestiges des piles des aqueducs du Gier, des thermes alimentés par l'aqueduc de l'Yzeron et les restes d'un réservoir provenant de l'aqueduc de la Brévenne.
On y trouve également le Tombeau de Turpio, déplacé du quartier Saint-Just et la fontaine du Verbe Incarné, alimentée par l'aqueduc du Gier, qui provient des fouilles ayant eu lieu à proximité de Fourvière.

### Moyen Âge et Époque moderne
- La Maison Diocésaine, bâtiment classé du XVIIIe siècle[2].
- L'Église Saint-Irénée, dont la crypte date du IXe siècle[3].

### XIXesiècle
Le Fort Saint-Irénée, construit entre 1832 et 1843, abrite la plus vaste cité étudiante de Lyon (environ 1 500 étudiants), un restaurant universitaire, l'ENSATT, l'Institut franco-chinois de Lyon et les bureaux du site de Lyon de la délégation régionale Auvergne-Rhône-Alpes de l'ONISEP .

## Transports en commun
Le quartier est desservi par les arrêts de bus :
- Saint-Irénée :
- Saint-Irénée - Croix Blanche:
- La Favorite :
- Les Pommières :
- Trion :
- Saint-Alexendre :
- Trois Artichauts / Génovéfains :
- 1re D.F.L. :

À noter que le bus de nuit   circule uniquement dans le sens Hôtel de Ville - Louis Pradel > Campus Lyon Ouest.
On trouve également à proximité : 
- Saint-Just :
- Point du Jour :